# سواب نو

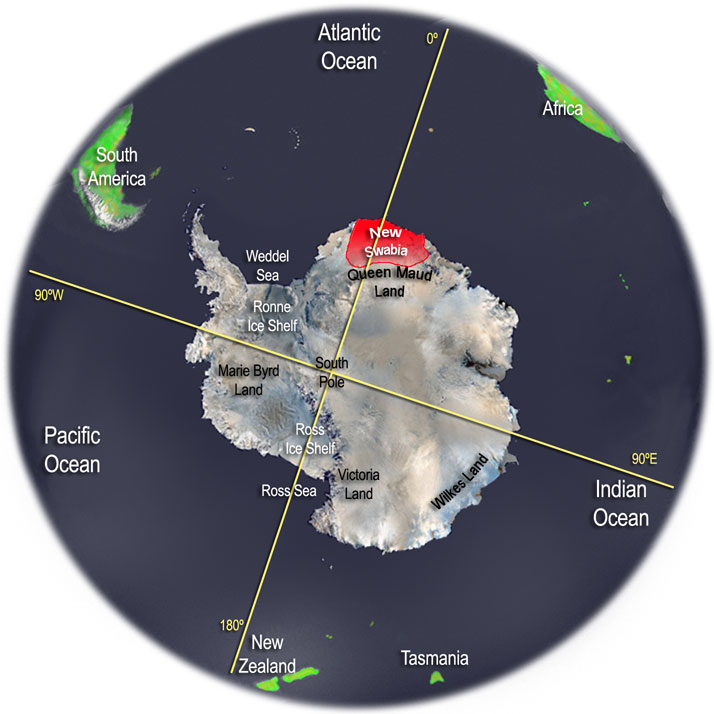
جایگاه سواب نو در جنوبگان

سواب نو (آلمانی: Neuschwabenland, فرانسوی: Nouvelle-Souabe‎) نامی‌است نقشه‌نگارانه که گاهی به منطقه‌ای در جنوبگان میان نصف‌النهار ۲۰ درجه شرقی و ۱۰ درجهٔ غربی در درون سرزمین شهبانو ماود تحت کنترل نروژ، اطلاق‌می‌شود.
این منطقه در ۱۹۳۹ میلادی و به دست آلمانی‌ها کشف‌شد. نام آن از کشتی کشف‌کنندهٔ آن -شوابنلند (به آلمانی: Schwabenland) گرفته‌شد و خود شوابنلند هم ریشه در نام منطقهٔ شوابن در آلمان دارد. با این همه آلمانی‌ها نه در این منطقه تأسیساتی بنیاد نهادند و نه امروزه ادعایی نسبت به مالکیت آن دارند.